# Fobetore
Nella mitologia greca Fobetore (in greco Φοβητώρ, Phobētṑr, "spaventoso") o Icelo (Ἴκελος, Íkelos, "somigliante") è uno degli Oniri, figlio di Ipno e fratello di Morfeo e Fantaso.
Nelle Metamorfosi di Ovidio viene descritto come la personificazione degli incubi, nei quali appare con sembianze di animale. Gli dei lo chiamano Icelo, mentre gli uomini Fobetore.

## Influenza culturale
- A Fobetore è stato intitolato l'esopianeta Fobetore[1].

- Ispirato al dio degli incubi è il Pokémon Darkrai.

- Il personaggio appare in DanMachi, dove ricopre il ruolo di antagonista.

- Fobetore, col nome di Icelo, compare in I Cavalieri dello zodiaco - The Lost Canvas - Il mito di Ade, dove rapisce l'anima di Sisifo del Sagittario e combatte contro El Cid del Capricorno, arrivando a mozzargli il braccio destro.

## Fonti
- Ovidio, Metamorfosi, XI, 640-642